# Nowa Wioska (gmina)
Nowa Wioska – dawna gmina wiejska istniejąca w latach 1945–1946 w woj. poznańskim (dzisiejsze woj. lubuskie). Siedzibą władz gminy były Nowa Wioska.
Gmina Nowa Wioska powstała po II wojnie światowej (1945) na terenie tzw. Ziem Odzyskanych (tzw. III okręg administracyjny – Pomorze Zachodnie). 25 września 1945 gmina – jako jednostka administracyjna powiatu sulechowsko-świebodzińskiego – została powierzona administracji wojewody poznańskiego, po czym z dniem 28 czerwca 1946 została przyłączona do woj. poznańskiego
Gmina została zniesiona w 1947 w związku z utraceniem praw miejskich przez Lubrzę i przekształceniu obu jednostek w gminę Lubrza.